# Jakob Hassler
Jakob Hassler (ochrzczony 18 grudnia 1569 w Norymberdze, zm. między kwietniem a wrześniem 1622 w Eger) – niemiecki kompozytor i organista.

## Życiorys
Syn Isaaca Hasslera. Muzyki uczył się u ojca. W 1585 roku był trębaczem miejskim w Augsburgu. Dzięki mecenatowi Christopha Fuggera wyjechał na studia muzyczne do Włoch, przypuszczalnie przebywał w Wenecji. Po powrocie do Augsburga w 1595 roku otrzymał z rąk cesarza Rudolfa II tytuł szlachecki. Na przełomie 1595 i 1596 roku wdał się w spór sądowy i został wtrącony do więzienia. Zwolniony dzięki interwencji Hansa Leo Hasslera, otrzymał jednak zakaz osiedlania się w Augsburgu. W latach 1597–1601 zatrudniony był jako organista na dworze Hohenzollernów w Hechingen, skąd zwolniono go na skutek plotek. Po nieudanej próbie powrotu do Augsburga, został w 1602 roku organistą na dworze cesarskim w Pradze. Po śmierci cesarza Rudolfa II w 1612 roku został zwolniony i osiadł w Eger.

## Kompozycje
(na podstawie materiałów źródłowych)
- Madrigali na 6 głosów (Norymberga 1600)
- Magnificat 8 tonorum na 4 głosy, cum missa na 6 głosów, et psalmo li na 8 głosów (Norymberga 1601)